# Harland Svare
Harland James Svare, född 15 november 1930 i Clarkfield, Minnesota, död 4 april 2020 i Steamboat Springs, Colorado, var en amerikansk tränare och utövare av amerikansk fotboll (linebacker), som 1953–1960 spelade i NFL. Innan dess spelade han collegefotboll för Washington State University. De två första NFL-säsongerna spelade han för Los Angeles Rams och därefter sex säsonger i New York Giants. Svare draftades 1953 i 17:e omgången av Los Angeles Rams. Han tränade Rams 1962–1965 och San Diego Chargers 1971–1973.